# Dendrobium erythropogon
Dendrobium erythropogon är en orkidéart som beskrevs av Heinrich Gustav Reichenbach. Dendrobium erythropogon ingår i släktet Dendrobium, och familjen orkidéer. Inga underarter finns listade i Catalogue of Life.